# Demonic Resurrection
A Demonic Resurrection indiai szimfonikus/blackened death metal együttes.

## Története
2000-ben alakultak Mumbai-ban. Az együttest 17 éves tinédzserek alapították. Első nagylemezüket ebben az évben jelentették meg, a saját lemezkiadójuk, a Demonstealer Records gondozásában. 2005-ben, 2010-ben és 2014-ben is megjelentettek nagylemezeket, a 2010-es és 2014-es albumukat már a Candlelight Records adta ki (a 2010-es lemezüket Indiában továbbra is a Demonstealer Records jelentette meg). A zenekar zenéje a blackened death metal kategóriába sorolható, habár a 2010-es lemezük sokkal inkább szimfonikus metal hangzású, női énekessel kiegészítve. 

## Tagok
- Demonstealer (Sahil Makhija) - ének, ritmusgitár (2000-), gitár (2001-2006)
- Virendra Kaith - dob (2007-)

## Korábbi tagok
- Daniel Kenneth Rego – gitár (2008–2014)
- Nandani – női ének (2000)
- Nikita Shah – ének, billentyűk (2000–2003)
- Yash Pathak - dob (2000 - 2002)
- Ashish Modasia – gitár (2000)
- Prashant Shah – gitár (2000–2001)
- Pradeep Pande – gitár (2006–2008)
- Aditya Mehta – basszusgitár (2000–2003)
- Husain Bandukwala – basszusgitár (2002–2012)
- JP - dob (2003–2007)
- Mephisto – billentyűk (2003–2016)
- Ashwin Shriyan – basszusgitár (2012–2017)
- Nishith Hegde – gitár (2013–2018)

## Diszkográfia
- Demonstealer (2000)
- A Darkness Descends (2005)
- The Return to Darkness (2010)
- The Demon King (2014)